# Centrobiopsis odonatae
Centrobiopsis odonatae är en stekelart som först beskrevs av William Harris Ashmead 1900.  Centrobiopsis odonatae ingår i släktet Centrobiopsis och familjen hårstrimsteklar. Inga underarter finns listade.